# Шохо
Шохо (正保) је јапанска ера (ненко) која је настала после Канеи и пре Кеиан ере. Временски је трајала од децембра 1644. до фебруара 1648. године и припадала је Едо периоду. Владајући монарх био је цар Го Комјо. Ера је именована како би се обележио долазак новог цара Го Комјоа на власт.

## Важнији догађаји Шохо ере
- 1644. (Шохо 1): Шогунат наређује израду треће мапе Јапана.[4]
- 18. мај 1645. (Шохо 2, двадесеттрећи дан четвртог месеца): Шогун је уздигнут на дворску позицију средњег саветника (чунаигона).[2]
- Децембар 1645. (Шохо 3): Умире Такуан Сохо, реформатор Зен покрета.[3]
- 18. јануар 1646. (Шохо 2, други дан дванаестог месеца): Умире Хосокава Тадаоки.[тражи се извор]
- 11. мај 1646. (Шохо 3, двадесетшести дан трећег месеца): Умире Јагју Муненори.[тражи се извор]
- 13. јун 1646. (Шохо 3, тридесети дан четвртог месеца): Умире Мијамото Мусаши.[тражи се извор]
- 1648. (Шохо 6): Шогунат објављује правне кодове за грађане Еда.[3]